# アンセリミムス
アンセリミムス（Anserimimus　"雁もどき"の意味）は白亜紀後期、現在のモンゴルに生息したオルニトミムス科の獣脚類恐竜の属の一つである。手足が細長く、足の速い恐竜で、おそらく雑食性であった。化石から分かる限りでは、強力な前肢以外は他のオルニトミムス科の属とよく似ていた。

## 発見と命名
アンセリミムスは1970年代後半にソ連・モンゴル共同ゴビ砂漠調査隊により、モンゴル、バヤンホンゴル県で発見された。1988年、モンゴルの古生物学者リンチェン・バルボルドにより記載、命名された。属名はラテン語で「雁」もしくは「ガチョウ」を意味するanserと古代ギリシャ語で「まねもの」を意味するmimosの組み合わせで「雁もどき」の意味である。Anserはハイイロガンなどいくつかの雁の種を含む属名でもあるが、アンセリミムス自体が特に雁に似ているということはなく、ストルティオミムス（ダチョウもどき）、ガリミムス（ニワトリもどき）、ペレカニミムス（ペリカンもどき）など、違ったタイプの鳥にちなんだ命名がなされているオスニトミモサウルス類の伝統に従っただけである。現在知られている唯一の種はAnserimimus planinychusで、種小名はラテン語で「平ら」を意味するplanusと古代ギリシャ語で「鉤爪」を意味するὄνυξ, （ラテン文字転写onyx）から派生しており、この属を特徴付ける異常に平らな鉤爪にちなんだものである。

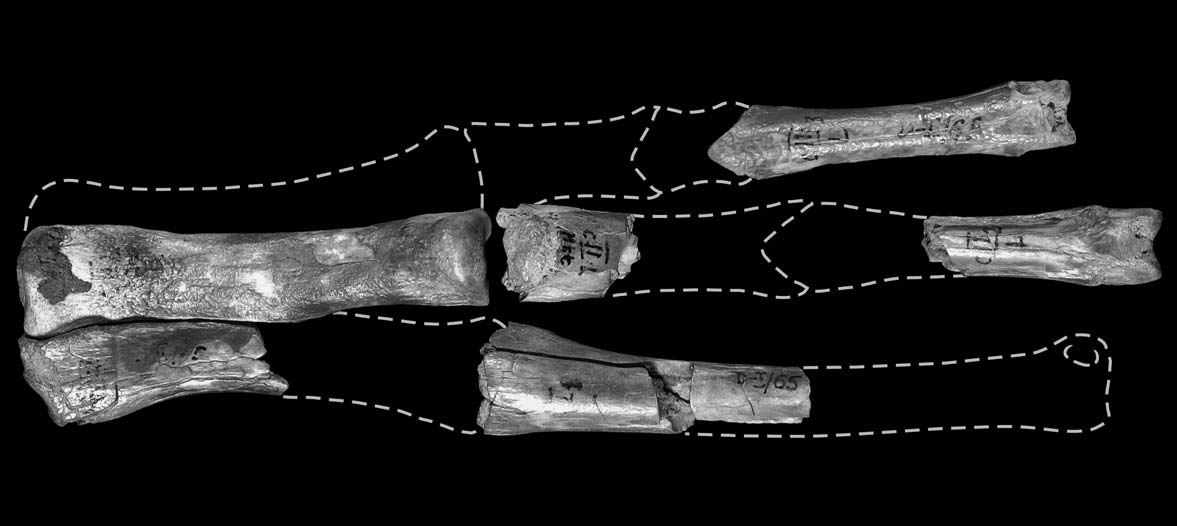
ZPAL MgD−I/65 の手

アンセリミムスはモンゴル、ネメグト累層から発掘された。ネメグトは蛇行した川によって堆積したと考えられている。アンセリミムスの発見された地層は白亜紀後期、マーストリヒト期前期、約7000万年前のものである。 
アンセリミムスの唯一の標本はホロタイプのIGM 100/300であり、この標本には頭骨と下顎を除くほぼ完全な骨格が含まれている。バルスボルドは、他のオルニトミムス科の属と区別するための特徴に焦点をあてた以外、ほとんどこの骨格について記述しなかったため、解剖学的な情報はあまり知られていなかった。2005年、Robert Bronowiczは未発表の論文において、この種の詳細な記載と第2の部分骨格標本ZPAL MgD-I/65の追加指定を行った。しかし2010年、Bronowiczはこの新しく発見された標本をAnserimimus planinychusに最も近縁な、おそらく別の分類群であると結論している。

## 形態

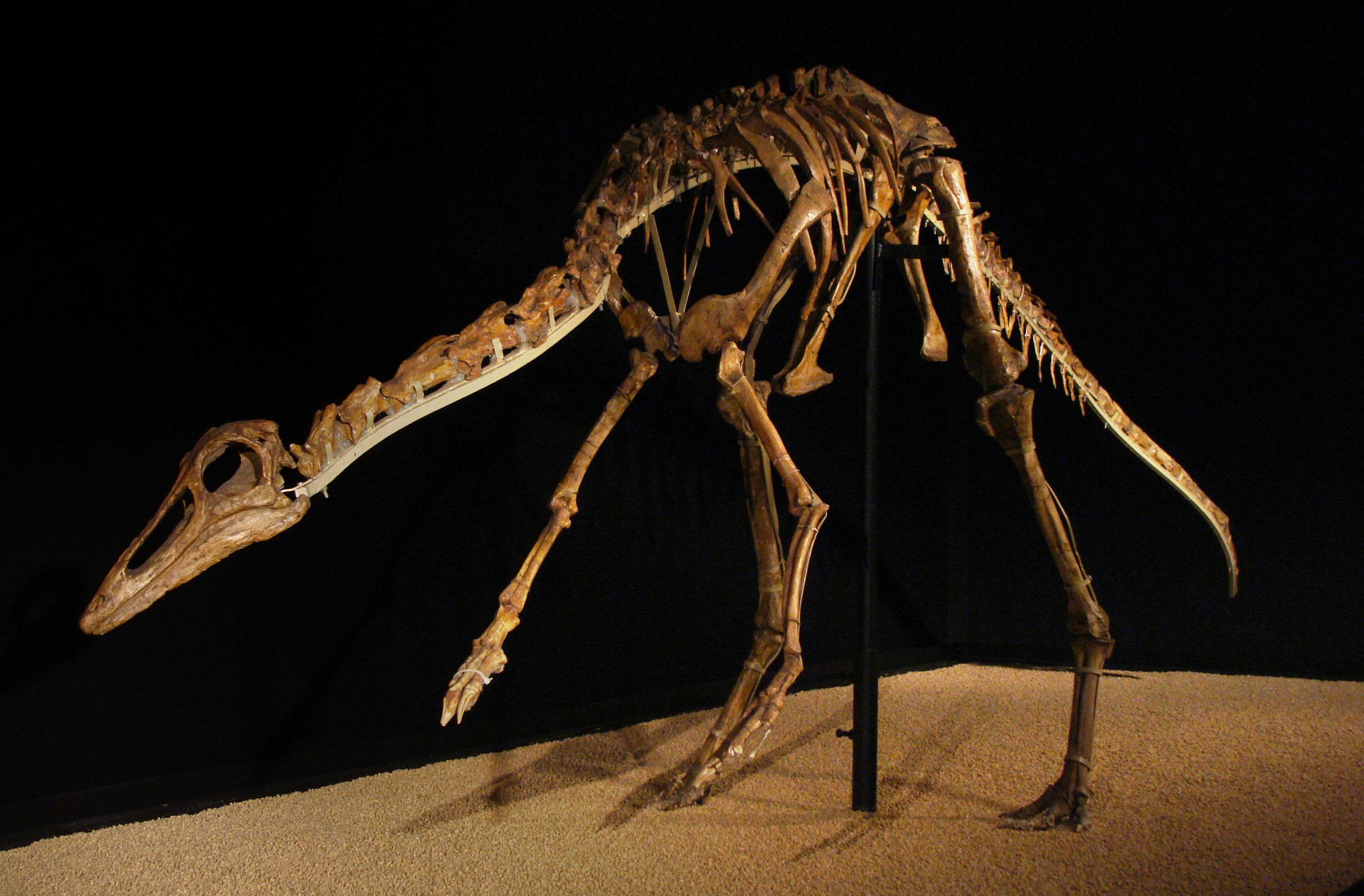
異なる角度から見た復元骨格

アンセリミムスは中型のオルニトミモサウルス類であり、グレゴリー・S・ポールによる2010年の推定では体長3 m、体重50 kgである。大腿骨の長さは435 mmである。
ほとんどの特徴は標本ZPAL MgD-I/65と共通しているものの、近縁種と識別するための鍵となる特徴が複数ある。手の鉤爪が長く、後部の下側はかなり真直ぐだが、わずかに曲がっていて、下面はほぼ平らだった。前肢は長く、他のオルニトミムス科の属と比べてたくましい造りであり、烏口肩甲骨と上腕骨に大きな突起があり、上腕二頭筋のような上腕部の大きな筋肉が付着していたようだ。中手骨は癒合しており、強度が増していた。足ははっきりとしたアークトメタターサルで、第三中足骨は全長の上部40%以上が第二、第四中足骨によって前面から隠れている。

## 分類

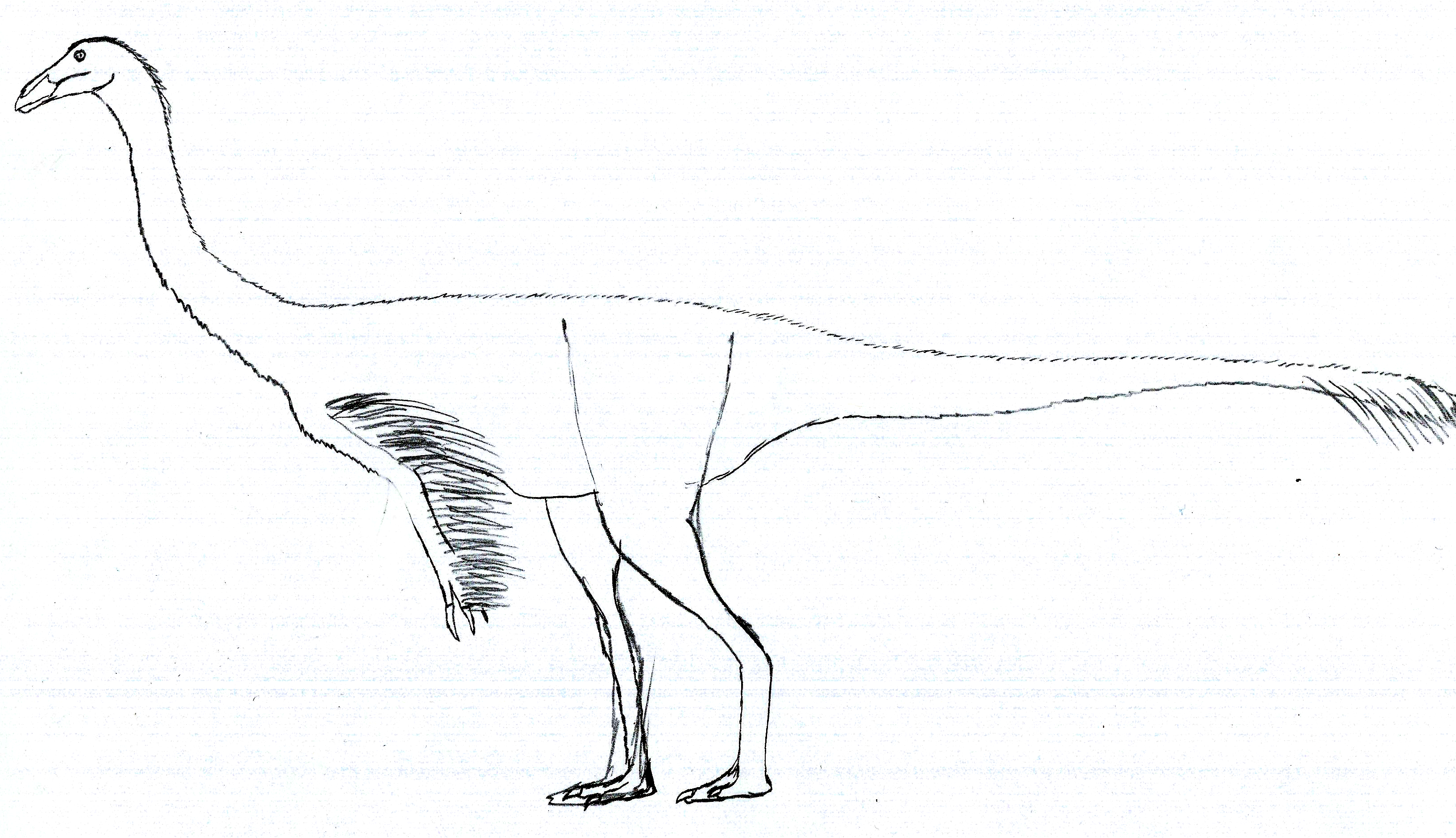
復元図

バルスボルドはアンセリミムスを派生的なオルニトミモサウルス類であるオルニトミムス科に属しているとした。この分類は系統解析からも確証されている。同じ累層の別の領域から発見されているガリミムスに最も近縁な可能性があるとする研究もあるが、他の特定のオルニトミムス科の属と類縁関係は決定できないとする説もある。

## 生態
ガリミムスは別として、ネメグト累層からは巨大なタルボサウルス、デイノケイルス、ドロマエオサウルス科、オヴィラプトロサウルス類、トロオドン類、鳥類など他の獣脚類も発見されている。またハドロサウルス科のバルスボルディア、サウロロフス、アンキロサウルス科のタルキア、いくつかのティタノサウルス類の竜脚類や堅頭竜類などの草食恐竜も発見されている。この累層の層相から川の流路や干潟、浅い湖があったと見られる。堆積物から生物が豊富で、強大な白亜紀の恐竜を養うのに十分な多様な食物があったと見られる。
真っ直ぐな鉤爪のあるたくましい前肢の機能については分かっていない。頭骨が発見されておらず、何を食べていたか確かめるのは困難だが、他のオルニトミモサウルス類と異なる食性や食料収集戦略を持っていた可能性がある。オルニトミムス科は肉食性の獣脚類を祖先に持つものの、そのものは草食や雑食であると長い間仮定されてきたが、これは近年、頭骨の研究から裏付けられつつある。

## 註
1. 1 2  Rinchen Barsbold, 1988, "A new Late Cretaceous ornithomimid from the Mongolian People's Republic", Paleontological Journal 22: 124-127
2. ↑  Bronowicz, R., 2005, Upper Cretaceous dinosaur Anserimimus planinychus (Theropoda: Ornithomimidae) from Mongolia. MS Thesis, University of Warsaw
3. ↑  。Robert Bronowicz, 2010, "New material of a derived ornithomimosaur from the Upper Cretaceous Nemegt Formation of Mongolia", Acta Palaeontologica Polonica in press
4. ↑  Paul, G.S., 2010, The Princeton Field Guide to Dinosaurs, Princeton University Press p. 113
5. 1 2  Ji Q., Norell, M.A., Makovicky, P.J., Gao K., Ji S, & Yuan C. An early ostrich dinosaur and implications for ornithomimosaur phylogeny. American Museum Novitates 3420: 1-19.
6. ↑  Kobayashi, Y. & Lu J. 2003. A new ornithomimid dinosaur with gregarious habits from the Late Cretaceous of China. Acta Paleontologica Polonica 48(2): 235–259.
7. ↑  Kobayashi, Y. & Barsbold, R. 2005. Reexamination of a primitive ornithomimosaur, Garudimimus brevipes Barsbold, 1981 (Dinosauria: Theropoda), from the Late Cretaceous of Mongolia. Canadian Journal of Earth Sciences 42: 1501-1521.
8. ↑  Makovicky, P.J., Kobayashi, Y. & Currie, P.J. 2004. Ornithomimosauria. In D.B. Weishampel, P. Dodson & H. Osmólska (eds.), The Dinosauria, Second Edition. University of California Press, Berkeley/Los Angeles/London.: 137-150.
9. ↑  Novacek, M. (1996). Dinosaurs of the Flaming Cliffs. Bantam Doubleday Dell Publishing Group Inc. New York, New York. ISBN 978-0-385-47775-8
10. ↑  Osborn, H.F. 1917. Skeletal adaptations of Ornitholestes, Struthiomimus, and Tyrannosaurus. Bulletin of the American Museum of Natural History 35: 733–771.
11. ↑  Norell, M.A., Makovicky, P.J., & Currie, P.J. 2001. The beaks of ostrich dinosaurs. Nature 412:  873-874.